# Rodrigo Galo
Rodrigo Galo Brito, mais conhecido como Rodrigo Galo (Rio Branco, 19 de setembro de 1986), é um futebolista brasileiro que atua como lateral-direito. Atualmente, defende o Atromitos.

## Carreira
Rodrigo surgiu para o futebol no Juventus do AC em 2000. Atuou nas categorias de base e no time profissional do Avaí Futebol Clube. No dia 26 de agosto de 2008, foi dispensado pelo Avaí e acertou um contrato de 4 anos com o  Gil Vicente.
Jogando atualmente na segunda divisão do futebol Português, Rodrigo Galo foi considerado como o sexto melhor entre 10 reforços do time do Gil Vicente na temporada 2008/09, com 5% dos votos dos torcedores de um blog do esporte local.
No ano de 2011, Rodrigo assinou contrato de 4 anos com o Sporting de Braga.

## Títulos
Juventus-AC
- Campeão Acreano Infantil: 2000
- Campeão Acreano Juvenil: 2001
- Campeão Acreano Júnior: 2002

Avaí
- Campeão Catarinense Júnior: 2005

Gil Vicente
- Segunda Liga: 2010–11

AEK Atenas
- Campeonato Grego de Futebol: 2017-18